# Ур-Нінгішзіда
Ур-Нінгішзіда (*2-а пол. XX століття до н. е.) — енсі міста-держави Ешнунна.

## Життєпис
Походив з династії Уцуравассу. Ймовірно син енсі Азузума. Посів трон після старшого брата Ур-Нінмаркі. Про його діяльність обмаль відомостей. Зберігав вірність державі Ісін. Збереглося лише 4 написи про дії Ур-Нінмаркі, що стосуються зведення статуй та релігійних ритуалів.
Продовжував розбудову царського палацу. З його періоду археологи знайшли так званий «Будинок Ур-Нінгішзіди» в південній частині палацового комплексу, де згодом виявлено 1 тис. табличок з клінописами. Вважається, що саме в його час завершилася перебудова внутрішніх приміщень, особливо в західній половині палацу, хоча тронна зала та центральний дворик зазнали незначних змін.
Йому спадкував небіж Іпік-Адад I.